# Jonathan David
Jonathan Christian David (New York, 14 gennaio 2000) è un calciatore canadese con cittadinanza statunitense di origini haitiane, attaccante della Juventus e della nazionale canadese.
Cresciuto tra i settori giovanili dell'Ottawa Gloucester e Ottawa Internationals, nel 2018 viene acquistato dal Gent, con cui debutta come professionista. Nel 2020 passa al Lilla, dove conquista un campionato francese (2020-2021) e una Supercoppa francese (2021).
Con la nazionale canadese, della quale è il miglior marcatore di sempre, ha partecipato ad un campionato del mondo (2022), due Gold Cup (2019 e 2025) e due CONCACAF Nations League (2019-2020 e 2022-2023).
A livello individuale, ha vinto una volta la classifica marcatori della Gold Cup (2019) e del campionato belga (2019-2020).

## Biografia
Nasce a Brooklyn, distretto della città di New York, da genitori haitiani, ma dopo soli 3 mesi si trasferisce a Port-au-Prince, capitale di Haiti. All'età di 6 anni si trasferisce con la famiglia ad Ottawa, in Canada.
Possiede la cittadinanza statunitense e canadese.

## Caratteristiche tecniche
Trova la sua perfetta collocazione come centravanti o come seconda punta. Dotato di una buona prestanza atletica, abile nel tagliare in area di rigore, sa come muoversi negli spazi liberi potendo contare anche su un buon tiro dalla media distanza.
Giocatore con un buon fiuto del gol, risulta molto utile anche in fase di impostazione del gioco. Oltre a calciare con potenza, tira bene con entrambi i piedi, oltre a essere un buon rigorista.

## Carriera

### Club

#### Gent
Acquistato dal Gent nel gennaio 2018, ha esordito il 4 agosto successivo in occasione della partita di campionato pareggiata 1-1 contro lo Zulte Waregem, in cui ha segnato la rete del pareggio al 95º minuto. Cinque giorni più tardi debutta, come sostituto, in UEFA Europa League contro il Jagiellonia, segnando la rete che consente alla squadra belga di vincere l'incontro per 1-0. Sempre da sostituto, il 12 agosto seguente realizza una doppietta ai danni del Waasland-Beveren. Nell'edizione 2018-2019 entrando in campo nel secondo tempo segna il gol del 1-1 pareggiando contro il Zulte Waregem, realizza una rete contro il KSC Lokeren e il Kortrijk per 2-1 entrambe le partite, segna una doppietta vincendo prima per 4-1 contro il Waasland-Beveren e poi battendo per 3-2 lo Standard Liegi. Conclude la sua prima stagione da professionista con 14 reti in 43 partite totali tali prestazioni gli valgono il rinnovo del contratto fino al giugno 2023.
La seconda annata lo vede protagonista assoluto, nell'edizione 2019-2020 del campionato segna il gol del 2-0 sconfiggendo l'Ostenda, realizza inoltre una doppietta in tre vittorie, contro il KAS Eupen e il Cercle Bruges prevalendo per 3-2 in tutte e due le partite, e nel successo per 3-1 contro il Mouscron, gli ultimi gol li segna contro il Sint-Truiden con una tripletta nella vittoria per 4-1 tanto da laurearsi capocannoniere del campionato con 18 marcature le quali, però, non permettono al Gent di vincere il titolo. In Europa League, invece, conduce la sua squadra fino ai sedicesimi di finale, segna due reti nella vittoria per 3-2 contro il Saint-Étienne, la squadra viene eliminata poi dalla Roma.

#### Lilla
L'11 agosto viene ufficializzato il suo acquisto da parte del Lilla per 30 milioni di euro. Il 22 novembre, in occasione della vittoria interna per 4-0 contro il Lorient, segna la sua prima rete con il club francese. Conclude la sua prima stagione francese con 13 gol in 48 partite complessive, contribuendo alla vittoria della Ligue 1, segna un gol contro l'Angers, lo Stade Reims e il Monaco vincendo per 2-1 tutte e tre le partite, il suo gol decide il successo per 1-0 contro il Paris Saint-Germain, inoltre la sua doppietta permette alla squadra di sconfiggere per 2-0 sia il Marsiglia che il Nantes.Nel 2021, nella Champions League, segna una gol nelle vittorie contro il Siviglia (2-1), il Salisburgo (1-0) e il Wolfsburg (3-1).
Nell'edizione 2022-2023 del campionato, con uno score di 24 reti si classifica terzo tra i migliori marcatori del torneo, segna una doppietta in diverse vittorie, contro il Nantes (2-1), lo Strasbrurgo (3-0), il Troyes (5-1), il Montpellier (3-1) e l'Auxerre (4-1), è inoltre autore di una tripletta nel pareggio per 3-3 contro il Lione.
Nell'edizione 2024-2025 della Champions League con assist vincente permette al suo compagno di squadra Hákon Arnar Haraldsson di segna la rete del 3-2 battendo lo Sturm; successivamente un suo gol permette alla squadra i battere per 1-0 il Real Madrid, mentre un'altra rete la segna contro il Feyenoord vincendo per 6-1. Con una doppietta contribuisce alla vittoria in rimonta per 3-1 ai danni dell'Atletico Madrid. Il cammino in coppa dei francesi s'interrompe agli ottavi contro il Borussia Dortmund nonostante David avesse realizzato il gol del momentaneo vantaggio nella gara di ritorno persa in casa per 1-2.
Al termine della stagione lascia la squadra dopo 5 anni nei quali ha collezionato 109 gol totali in 232 presenze complessive.

#### Juventus
Il 4 luglio 2025 viene ingaggiato dalla Juventus da svincolato, firmando un contratto valido fino al 2030.

### Nazionale

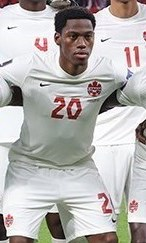
David con la nazionale canadese al mondiale 2022

Ha giocato nelle nazionali giovanili canadesi Under-17 ed Under-23.
Ha esordito con la nazionale canadese il 9 settembre 2018 in occasione della partita di CONCACAF Nations League vinta 8-0 contro le Isole Vergini americane, segnando una doppietta.
Convocato per la Gold Cup 2019, nonostante l'eliminazione dei canadesi ai quarti per mano di Haiti (3-2, con David che ha segnato una delle due reti dei canadesi), è stato capocannoniere della competizione con 6 gol in 4 gare. Questo grazie anche a una tripletta nel 7-0 rifilato a Cuba (gara in cui ha anche fornito un assist).

## Statistiche

### Presenze e reti nei club
Statistiche aggiornate 4 luglio 2025.
| Stagione        | Squadra         | Campionato      | Campionato | Campionato | Coppe nazionali | Coppe nazionali | Coppe nazionali | Coppe continentali | Coppe continentali | Coppe continentali | Altre coppe | Altre coppe | Altre coppe | Totale | Totale |
| Stagione        | Squadra         | Comp            | Pres       | Reti       | Comp            | Pres            | Reti            | Comp               | Pres               | Reti               | Comp        | Pres        | Reti        | Pres   | Reti   |
| --------------- | --------------- | --------------- | ---------- | ---------- | --------------- | --------------- | --------------- | ------------------ | ------------------ | ------------------ | ----------- | ----------- | ----------- | ------ | ------ |
| 2018-2019       | Gent            | D1              | 23+10      | 8+4        | CB              | 6               | 0               | UEL                | 4                  | 2                  | -           | -           | -           | 43     | 14     |
| 2019-2020       | Gent            | D1              | 27         | 18         | CB              | 0               | 0               | UEL                | 13                 | 5                  | -           | -           | -           | 40     | 23     |
| Totale Gent     | Totale Gent     | Totale Gent     | 50+10      | 26+4       |                 | 6               | 0               |                    | 17                 | 7                  |             | -           | -           | 83     | 37     |
| 2020-2021       | Lilla           | L1              | 37         | 13         | CF              | 3               | 0               | UEL                | 8                  | 0                  | -           | -           | -           | 48     | 13     |
| 2021-2022       | Lilla           | L1              | 38         | 15         | CF              | 1               | 1               | UCL                | 8                  | 3                  | SF          | 1           | 0           | 48     | 19     |
| 2022-2023       | Lilla           | L1              | 37         | 24         | CF              | 3               | 2               | -                  | -                  | -                  | -           | -           | -           | 40     | 26     |
| 2023-2024       | Lilla           | L1              | 34         | 19         | CF              | 3               | 3               | UECL               | 10                 | 4                  | -           | -           | -           | 47     | 26     |
| 2024-2025       | Lilla           | L1              | 32         | 16         | CF              | 3               | 0               | UCL                | 14                 | 9                  |             | -           | -           | 49     | 25     |
| Totale Lilla    | Totale Lilla    | Totale Lilla    | 178        | 87         |                 | 13              | 6               |                    | 40                 | 16                 |             | 1           | 0           | 232    | 109    |
| 2025-2026       | Juventus        | A               | -          | -          | CI              | -               | -               | UCL                | -                  | -                  | -           | -           | -           | -      | -      |
| Totale carriera | Totale carriera | Totale carriera | 228+10     | 113+4      |                 | 19              | 6               |                    | 57                 | 23                 |             | 1           | 0           | 315    | 146    |

### Cronologia presenze e reti in nazionale
| Cronologia completa delle presenze e delle reti in nazionale ― Canada | Cronologia completa delle presenze e delle reti in nazionale ― Canada | Cronologia completa delle presenze e delle reti in nazionale ― Canada | Cronologia completa delle presenze e delle reti in nazionale ― Canada | Cronologia completa delle presenze e delle reti in nazionale ― Canada | Cronologia completa delle presenze e delle reti in nazionale ― Canada | Cronologia completa delle presenze e delle reti in nazionale ― Canada | Cronologia completa delle presenze e delle reti in nazionale ― Canada |
| Data                                                                  | Città                                                                 | In casa                                                               | Risultato                                                             | Ospiti                                                                | Competizione                                                          | Reti                                                                  | Note                                                                  |
| --------------------------------------------------------------------- | --------------------------------------------------------------------- | --------------------------------------------------------------------- | --------------------------------------------------------------------- | --------------------------------------------------------------------- | --------------------------------------------------------------------- | --------------------------------------------------------------------- | --------------------------------------------------------------------- |
| 9-9-2018                                                              | Bradenton                                                             | Isole Vergini Americane                                               | 0 – 8                                                                 | Canada                                                                | CONCACAF Nations League 2019-2020 - 1º turno                          | 2                                                                     | 61’                                                                   |
| 16-10-2018                                                            | Toronto                                                               | Canada                                                                | 5 – 0                                                                 | Dominica                                                              | CONCACAF Nations League 2019-2020 - 1º turno                          | 1                                                                     | 54’                                                                   |
| 18-11-2018                                                            | Basseterre                                                            | Saint Kitts e Nevis                                                   | 0 – 1                                                                 | Canada                                                                | CONCACAF Nations League 2019-2020 - 1º turno                          | -                                                                     | 66’                                                                   |
| 24-3-2019                                                             | Vancouver                                                             | Canada                                                                | 5 – 0                                                                 | Guyana francese                                                       | CONCACAF Nations League 2019-2020 - 1º turno                          | 1                                                                     |                                                                       |
| 10-6-2019                                                             | Fullerton                                                             | Trinidad e Tobago                                                     | 0 – 2                                                                 | Canada                                                                | Amichevole                                                            | -                                                                     |                                                                       |
| 15-6-2019                                                             | Pasadena                                                              | Canada                                                                | 4 – 0                                                                 | Martinica                                                             | Gold Cup 2019 - 1º turno                                              | 2                                                                     |                                                                       |
| 19-6-2019                                                             | Denver                                                                | Messico                                                               | 3 – 1                                                                 | Canada                                                                | Gold Cup 2019 - 1º turno                                              | -                                                                     | 57’                                                                   |
| 23-6-2019                                                             | Charlotte                                                             | Canada                                                                | 7 – 0                                                                 | Cuba                                                                  | Gold Cup 2019 - 1º turno                                              | 3                                                                     |                                                                       |
| 29-6-2019                                                             | Houston                                                               | Haiti                                                                 | 3 – 2                                                                 | Canada                                                                | Gold Cup 2019 - Quarti di finale                                      | 1                                                                     |                                                                       |
| 7-9-2019                                                              | Toronto                                                               | Canada                                                                | 6 – 0                                                                 | Cuba                                                                  | CONCACAF Nations League 2019-2020 - 2º turno                          | 1                                                                     | 64’                                                                   |
| 11-9-2019                                                             | George Town                                                           | Cuba                                                                  | 0 – 1                                                                 | Canada                                                                | CONCACAF Nations League 2019-2020 - 2º turno                          | -                                                                     |                                                                       |
| 16-10-2019                                                            | Toronto                                                               | Canada                                                                | 2 – 0                                                                 | Stati Uniti                                                           | CONCACAF Nations League 2019-2020 - 2º turno                          | -                                                                     | 66’                                                                   |
| 15-11-2019                                                            | Orlando                                                               | Stati Uniti                                                           | 4 – 1                                                                 | Canada                                                                | CONCACAF Nations League 2019-2020 - 2º turno                          | -                                                                     |                                                                       |
| 6-6-2021                                                              | Bradenton                                                             | Aruba                                                                 | 0 – 7                                                                 | Canada                                                                | Qual. Mondiali 2022                                                   | 1                                                                     | 66’                                                                   |
| 9-6-2021                                                              | Bridgeview                                                            | Canada                                                                | 4 – 0                                                                 | Suriname                                                              | Qual. Mondiali 2022                                                   | 3                                                                     | 81’                                                                   |
| 12-6-2021                                                             | Port-au-Prince                                                        | Haiti                                                                 | 0 – 1                                                                 | Canada                                                                | Qual. Mondiali 2022                                                   | -                                                                     | 81’                                                                   |
| 15-6-2021                                                             | Bridgeview                                                            | Canada                                                                | 3 – 0                                                                 | Haiti                                                                 | Qual. Mondiali 2022                                                   | -                                                                     | 82’                                                                   |
| 2-9-2021                                                              | Toronto                                                               | Canada                                                                | 1 – 1                                                                 | Honduras                                                              | Qual. Mondiali 2022                                                   | -                                                                     |                                                                       |
| 5-9-2021                                                              | Nashville                                                             | Stati Uniti                                                           | 1 – 1                                                                 | Canada                                                                | Qual. Mondiali 2022                                                   | -                                                                     | 65’                                                                   |
| 8-9-2021                                                              | Toronto                                                               | Canada                                                                | 3 – 0                                                                 | El Salvador                                                           | Qual. Mondiali 2022                                                   | 1                                                                     | 79’                                                                   |
| 7-10-2021                                                             | Città del Messico                                                     | Messico                                                               | 1 – 1                                                                 | Canada                                                                | Qual. Mondiali 2022                                                   | -                                                                     | 86’                                                                   |
| 10-10-2021                                                            | Kingston                                                              | Giamaica                                                              | 0 – 0                                                                 | Canada                                                                | Qual. Mondiali 2022                                                   | -                                                                     | 89’                                                                   |
| 13-10-2021                                                            | Toronto                                                               | Canada                                                                | 4 – 1                                                                 | Panama                                                                | Qual. Mondiali 2022                                                   | 1                                                                     | 81’                                                                   |
| 12-11-2021                                                            | Edmonton                                                              | Canada                                                                | 1 – 0                                                                 | Costa Rica                                                            | Qual. Mondiali 2022                                                   | 1                                                                     | 83’                                                                   |
| 16-11-2021                                                            | Edmonton                                                              | Canada                                                                | 2 – 1                                                                 | Messico                                                               | Qual. Mondiali 2022                                                   | -                                                                     | 72’ 88’                                                               |
| 27-1-2022                                                             | San Pedro Sula                                                        | Honduras                                                              | 0 – 2                                                                 | Canada                                                                | Qual. Mondiali 2022                                                   | 1                                                                     | 80’                                                                   |
| 30-1-2022                                                             | Hamilton                                                              | Canada                                                                | 2 – 0                                                                 | Stati Uniti                                                           | Qual. Mondiali 2022                                                   | -                                                                     | 84’                                                                   |
| 2-2-2022                                                              | San Salvador                                                          | El Salvador                                                           | 0 – 2                                                                 | Canada                                                                | Qual. Mondiali 2022                                                   | 1                                                                     |                                                                       |
| 24-3-2022                                                             | San José                                                              | Costa Rica                                                            | 1 – 0                                                                 | Canada                                                                | Qual. Mondiali 2022                                                   | -                                                                     |                                                                       |
| 27-3-2022                                                             | Toronto                                                               | Canada                                                                | 4 – 0                                                                 | Giamaica                                                              | Qual. Mondiali 2022                                                   | -                                                                     |                                                                       |
| 30-3-2022                                                             | Panama                                                                | Panama                                                                | 1 – 0                                                                 | Canada                                                                | Qual. Mondiali 2022                                                   | -                                                                     |                                                                       |
| 10-6-2022                                                             | Vancouver                                                             | Canada                                                                | 4 – 0                                                                 | Curaçao                                                               | CONCACAF Nations League 2022-2023 - 1º turno                          | -                                                                     | 88’                                                                   |
| 13-6-2022                                                             | San Pedro Sula                                                        | Honduras                                                              | 2 – 1                                                                 | Canada                                                                | CONCACAF Nations League 2022-2023 - 1º turno                          | 1                                                                     | 59’ 90+7’                                                             |
| 23-9-2022                                                             | Vienna                                                                | Qatar                                                                 | 0 – 2                                                                 | Canada                                                                | Amichevole                                                            | -                                                                     | 61’                                                                   |
| 27-9-2022                                                             | Bratislava                                                            | Canada                                                                | 0 – 2                                                                 | Uruguay                                                               | Amichevole                                                            | -                                                                     |                                                                       |
| 17-11-2022                                                            | Dubai                                                                 | Giappone                                                              | 1 – 2                                                                 | Canada                                                                | Amichevole                                                            | -                                                                     |                                                                       |
| 23-11-2022                                                            | Al Rayyan                                                             | Belgio                                                                | 1 – 0                                                                 | Canada                                                                | Mondiali 2022 - 1º turno                                              | -                                                                     |                                                                       |
| 27-11-2022                                                            | Al Rayyan                                                             | Croazia                                                               | 4 – 1                                                                 | Canada                                                                | Mondiali 2022 - 1º turno                                              | -                                                                     | 72’                                                                   |
| 1-12-2022                                                             | Doha                                                                  | Canada                                                                | 1 – 2                                                                 | Marocco                                                               | Mondiali 2022 - 1º turno                                              | -                                                                     | 60’                                                                   |
| 25-3-2023                                                             | Willemstad                                                            | Curaçao                                                               | 0 – 2                                                                 | Canada                                                                | CONCACAF Nations League 2022-2023 - 1º turno                          | 1                                                                     | 78’                                                                   |
| 28-3-2023                                                             | Toronto                                                               | Canada                                                                | 4 – 1                                                                 | Honduras                                                              | CONCACAF Nations League 2022-2023 - 1º turno                          | 1                                                                     |                                                                       |
| 15-6-2023                                                             | Paradise                                                              | Panama                                                                | 0 – 2                                                                 | Canada                                                                | CONCACAF Nations League 2022-2023 - Semifinale                        | 1                                                                     |                                                                       |
| 18-6-2023                                                             | Paradise                                                              | Canada                                                                | 0 – 2                                                                 | Stati Uniti                                                           | CONCACAF Nations League 2022-2023 - Finale                            | -                                                                     |                                                                       |
| 13-10-2023                                                            | Niigata                                                               | Giappone                                                              | 4 – 1                                                                 | Canada                                                                | Amichevole                                                            | -                                                                     |                                                                       |
| 18-11-2023                                                            | Kingston                                                              | Giamaica                                                              | 1 – 2                                                                 | Canada                                                                | CONCACAF Nations League 2023-2024 - Quarti di finale                  | 1                                                                     | 90+2’                                                                 |
| 21-11-2023                                                            | Toronto                                                               | Canada                                                                | 2 – 3                                                                 | Giamaica                                                              | CONCACAF Nations League 2023-2024 - Quarti di finale                  | -                                                                     |                                                                       |
| 23-3-2024                                                             | Frisco                                                                | Canada                                                                | 2 – 0                                                                 | Trinidad e Tobago                                                     | CONCACAF Nations League 2023-2024 - play-off                          | -                                                                     |                                                                       |
| 6-6-2024                                                              | Rotterdam                                                             | Paesi Bassi                                                           | 4 – 0                                                                 | Canada                                                                | Amichevole                                                            | -                                                                     |                                                                       |
| 9-6-2024                                                              | Bordeaux                                                              | Francia                                                               | 0 – 0                                                                 | Canada                                                                | Amichevole                                                            | -                                                                     |                                                                       |
| 20-6-2024                                                             | Atlanta                                                               | Argentina                                                             | 2 – 0                                                                 | Canada                                                                | Coppa America 2024 - 1º turno                                         | -                                                                     |                                                                       |
| 25-6-2024                                                             | Kansas City                                                           | Perù                                                                  | 0 – 1                                                                 | Canada                                                                | Coppa America 2024 - 1º turno                                         | 1                                                                     |                                                                       |
| 29-6-2024                                                             | Orlando                                                               | Canada                                                                | 0 – 0                                                                 | Cile                                                                  | Coppa America 2024 - 1º turno                                         | -                                                                     | 90+4’                                                                 |
| 5-7-2024                                                              | Arlington                                                             | Venezuela                                                             | 1 – 1 (3 – 4 dtr)                                                     | Canada                                                                | Coppa America 2024 - Quarti di finale                                 | -                                                                     |                                                                       |
| 9-7-2024                                                              | East Rutherford                                                       | Argentina                                                             | 2 – 0                                                                 | Canada                                                                | Coppa America 2024 - Semifinale                                       | -                                                                     | 32’ 64’                                                               |
| 13-7-2024                                                             | Charlotte                                                             | Canada                                                                | 2 – 2 (3 – 4 dtr)                                                     | Uruguay                                                               | Coppa America 2024 - Finale 3º posto                                  | 1                                                                     | 67’                                                                   |
| 7-9-2024                                                              | Kansas City                                                           | Stati Uniti                                                           | 1 – 2                                                                 | Canada                                                                | Amichevole                                                            | 1                                                                     | 90+4’                                                                 |
| 10-9-2024                                                             | Arlington                                                             | Messico                                                               | 0 – 0                                                                 | Canada                                                                | Amichevole                                                            | -                                                                     | 69’                                                                   |
| 15-10-2024                                                            | Toronto                                                               | Canada                                                                | 2 – 1                                                                 | Panama                                                                | Amichevole                                                            | 1                                                                     |                                                                       |
| 15-11-2024                                                            | Paramaribo                                                            | Suriname                                                              | 0 – 1                                                                 | Canada                                                                | CONCACAF Nations League 2024-2025 - Quarti di finale                  | -                                                                     |                                                                       |
| 19-11-2024                                                            | Toronto                                                               | Canada                                                                | 3 – 0                                                                 | Suriname                                                              | CONCACAF Nations League 2024-2025 - Quarti di finale                  | 1                                                                     |                                                                       |
| 20-3-2025                                                             | Inglewood                                                             | Canada                                                                | 0 – 2                                                                 | Messico                                                               | CONCACAF Nations League 2024-2025 - Semifinale                        | -                                                                     |                                                                       |
| 23-3-2025                                                             | Inglewood                                                             | Canada                                                                | 2 – 1                                                                 | Stati Uniti                                                           | CONCACAF Nations League 2024-2025 - Finale 3º posto                   | 1                                                                     |                                                                       |
| 7-6-2025                                                              | Toronto                                                               | Canada                                                                | 4 – 2                                                                 | Ucraina                                                               | Amichevole                                                            | 2                                                                     | 79’                                                                   |
| 10-6-2025                                                             | Toronto                                                               | Canada                                                                | 0 – 0 (4 – 5 dtr)                                                     | Costa d'Avorio                                                        | Amichevole                                                            | -                                                                     | 76’                                                                   |
| 17-6-2025                                                             | Vancouver                                                             | Canada                                                                | 6 – 0                                                                 | Honduras                                                              | Gold Cup 2025 - 1º turno                                              | -                                                                     | cap. 63’                                                              |
| 21-6-2025                                                             | Houston                                                               | Curaçao                                                               | 1 – 1                                                                 | Canada                                                                | Gold Cup 2025 - 1° turno                                              | -                                                                     | cap.                                                                  |
| 24-6-2025                                                             | Houston                                                               | Canada                                                                | 2 – 0                                                                 | El Salvador                                                           | Gold Cup 2025 - 1° turno                                              | 1                                                                     | cap. 57’                                                              |
| 29-6-2025                                                             | Minneapolis                                                           | Canada                                                                | 1 – 1 (5 – 6 dtr)                                                     | Guatemala                                                             | Gold Cup 2025 - Quarti di finale                                      | 1                                                                     | cap. 90+1’                                                            |
| Totale                                                                |                                                                       | Presenze                                                              | 68                                                                    |                                                                       | Reti (1º posto)                                                       | 36                                                                    |                                                                       |

## Palmarès

### Club
- Campionato francese: 1

Lilla: 2020-2021
- Supercoppa francese: 1

Lilla: 2021

### Individuale
- Capocannoniere della CONCACAF Gold Cup: 1

2019 (6 gol)
- Capocannoniere della Pro League: 1

2019-2020 (18 gol, a pari merito con Dieumerci Mbokani)